# Montverdun
Montverdun este o comună în departamentul Loire din sud-estul Franței. În 2009 avea o populație de 1.060 de locuitori.

## Evoluția populației
| An        | 1975 | 1982 | 1990 | 1999 | 2006 | 2009  |
| --------- | ---- | ---- | ---- | ---- | ---- | ----- |
| Populație | 605  | 613  | 698  | 759  | 947  | 1.060 |